# 7166 Kennedy
Kennedy (asteróide 7166) é um asteróide da cintura principal, a 2,1066432 UA. Possui uma excentricidade de 0,1336022 e um período orbital de 1 384,83 dias (3,79 anos).
Kennedy tem uma velocidade orbital média de 19,10099177 km/s e uma inclinação de 3,71125º.
Este asteróide foi descoberto em 15 de Outubro de 1985 por Edward Bowell.
Seu nome é uma homenagem a Malcolm Kennedy (1944-1997), secretário da Sociedade Astronômica de Glasgow que faleceu em um acidente automobilístico em novembro de 1997.